# Фарангис (имя)
Фарангис (авест. Vīspān-fryā; пехл. Vasfāfarīd; перс. فرنگیس‎ —  «всеми любимая») — женское  имя древнеиранского происхождения — «имя старшей дочери Туранского царя Афрасиаба», в переводе на русский язык означает «всеми любимая». Распространено в Азербайджане, Центральной Азии и Иране.

## В «Шахнаме»
В персидском народном эпосе «Шахнаме»  Фарангис  старшая дочь Туранского царя Афрасиаба и вторая  любимая жена  Сиявуша, мать шахиншаха Ирана Кей-Хосрова

## Известные носительницы
- Фарангис — персонаж из Шахнаме